# Schapenzuringrandwants
De schapenzuringrandwants (Spathocera dalmanii) is een wants uit de familie randwantsen (Coreidae).

## Uiterlijk
De schapenzuringrandwants is bruin en heeft een lang halsschild met een lichte zijkant. Er zijn geen stekels op de antennes, kop en halsschild. Op het schildje (scutellum) zijn twee wigvormige zwarte vlekken. De volwassenen wantsen bewegen traag en vliegen zelden. De lengte is 5 – 6,5 mm.

## Verspreiding en habitat
Ze komen voor in Europa met grote verspreidingsgaten van de Alpen tot het zuiden van Finland. De weinige waarnemingen in Nederland zijn in het oostelijke deel. Hij heeft een voorkeur voor een zandige en schaars begroeide habitat waar zijn voedselplant voorkomt.

## Leefwijze
De schapenzuringrandwants heeft zuring (Rumex), met name Schapenzuring (Rumex acetosella), als waardplant. Ze leven op de bodem onder de bladeren van de voedselplant. De nimfen leven van de zaden van de plant.
De volwassen wants overwintert in de strooisellaag in de buurt van de voedselplant. De vrouwtjes leggen hun eitjes afzonderlijk op de stengels van het voedselplanten of op de grond. De nimfen kunnen worden waargenomen in juni en juli, de volwassen dieren van de nieuwe generatie van eind juli of augustus.